# Dictionary of Art Historians
Das Dictionary of Art Historians, deutsch Wörterbuch der Kunsthistoriker, ist ein Online-Lexikon und widmet sich den Biographien von Kunsthistorikern, Kunstschriftstellern, Museumsdirektoren und Klassischen Archäologen, die sich auf kunstgeschichtliche Aspekte ihres Faches spezialisiert haben. Ziel ist die Darstellung biographischer Zusammenhänge im akademischen Werdegang der dargestellten Personen, um einerseits die Entwicklung der kunstgeschichtlichen Forschung verständlich zu machen, andererseits die notwendigen Hintergrundinformationen für das Erschließen und Einordnen wissenschaftlicher Texte zu bieten.
Die Anfänge des Dictionary of Art Historians gehen auf ein ab 1986 angelegtes Register samt zugehörigem Zettelkasten zurück, in dem auf Privatinitiative von Lee R. Sorensen, Bibliothekar für Kunst- und visuelle Studien der Duke University, Informationen zu Kunsthistorikern gesammelt wurden, die in W. Eugene Kleinbauers Modern Perspectives in Western Art History, in W. Eugene Kleinbauers und Thomas P. Slavens’ Research Guide to the History of Western Art von 1982, in Heinrich Dillys Kunstgeschichte als Institution von 1979 und in Udo Kultermanns Geschichte der Kunstgeschichte von 1966 berücksichtigt waren. Im Jahr 1996 wurden die gesammelten Daten elektronisch erfasst, im Jahr 2002 im Internet bereitgestellt. Das Institut für Kunstgeschichte der Duke University übernahm das Projekt im Jahr 2010, 2017 wurde es in die Obhut des Wired! Lab an der Duke University gegeben. Unter dessen Federführung wurde 2018 ein Relaunch der Website und der zugrundeliegenden Datenbank durchgeführt.
Seit dem Relaunch ist Data-Mining in den Informationsbeständen möglich, so dass auf verschiedenen Niveaus und auf verschiedenen Wegen die erheblich vermehrten Daten erschlossen werden können. Grundlage für die Berücksichtigung der dargestellten Persönlichkeiten ist deren Nennung in der maßgeblichen kunsthistorischen Literatur. Ergänzt wurden Persönlichkeiten, um ansonsten vernachlässigte Forschungsfelder besser abbilden zu können und um bestehende Verwerfungen in der Berücksichtigung des Geschlechts auszugleichen. Die biographischen Informationen werden aus teils abgelegen veröffentlichten Nachrufen und Festschriften in internationaler Zusammenarbeit gesammelt. Das Dictionary of Art Historians umfasst Daten zu mehr als 2400 Kunsthistorikern, Museumsdirektoren und Kunstschriftstellern aus rund 50 Ländern.